# Juan Dalmau
Juan Manuel Dalmau Ramírez (Caguas, 23 de julio de 1973) es un abogado y político puertorriqueño. Es un defensor de la independencia de Puerto Rico, miembro del Partido Independentista Puertorriqueño del cual es secretario general. Fue senador de Puerto Rico (por acumulación) durante el período 2017–2021 y ha sido candidato a la gobernación en las elecciones de 2012, 2020 y 2024, esta última ocasión con la nominación del PIP y el Movimiento Victoria Ciudadana.

## Educación
Juan Dalmau Ramírez es graduado de la Escuela Superior del Colegio Notre Dame de Caguas. En 1995 obtuvo su bachillerato en Artes con una concentración en Ciencias Políticas de la Universidad de Puerto Rico (UPR) y tres años más tarde, en 1998, adquiere su Juris Doctor de la misma institución. 
Mientras cursaba estudios de bachillerato presidió la Asociación de Estudiantes de Ciencias Políticas de la UPR y participó de un programa de internado legislativo con el exsenador Rubén Berríos Martínez. Luego, como estudiante de Derecho dirigió la Revista Jurídica de la Universidad de Puerto Rico para el Volumen 67 (1997-1998). Dalmau Ramírez representó a la Universidad de Puerto Rico internacionalmente para establecer lazos de colaboración académica con la Revista Jurídica de la UPR y otras Escuelas de Derecho.
En el 1999, trabajó como Oficial Jurídico del Juez Presidente del Tribunal Supremo, Hon. José Andreu García. Ese año enseñó un curso de Introducción a Derecho Constitucional en la Universidad de Puerto Rico.
En el año 2000, obtuvo su maestría en Derecho de la Universidad de Harvard. En el 2015, ofreció un curso de Derecho Administrativo en la Escuela de Derecho de la Universidad Interamericana.

## Carrera política

### Protestas por la desmilitarización de Vieques
El 2 de julio de 2000, fue arrestado junto a más de cien militantes del Partido Independentista Puertorriqueño por actos de desobediencia civil en la isla-municipio de Vieques. Por estos sucesos cumplió cárcel por 33 días y no reconoció, al igual que el resto de los desobedientes civiles del PIP, la jurisdicción del Tribunal Federal de Estados Unidos en Puerto Rico.

### Inicios en la política
En el 2000 trabajó como asesor legislativo del senador independentista Manuel Rodríguez Orellana. Como parte de su trabajo realizó labores de investigación sobre la confección de carpetas y persecución política por parte del Negociado Federal de Investigaciones (FBI, por sus siglas en inglés) y de la Agencia Central de Inteligencia (CIA, por sus siglas en inglés) contra personas y organizaciones que luchan por la independencia de Puerto Rico.
En el 2001 fue seleccionado como miembro de la Comisión Política del Partido Independentista Puertorriqueño, ocupando el puesto de Secretario de Asuntos Municipales. En el 2002 fue nombrado Secretario General de la colectividad.
En el año 2003, fue escogido para representar al PIP en la Comisión Estatal de Elecciones como Comisionado Electoral, siendo el más joven en ocupar dicha posición.
La Asamblea General del Partido Independentista Puertorriqueño convocada el 23 de octubre de 2011 lo seleccionó candidato a la gobernación para las elecciones generales de noviembre del 2012. En dichas elecciones Dalmau quedó en tercer lugar tras el gobernador electo Alejandro García Padilla del Partido Popular Democrático y el gobernador titular Luis Fortuño del Partido Nuevo Progresista.

### Senador
El 13 de diciembre de 2015, mediante Asamblea General, fue ratificado como candidato a senador por acumulación del PIP para las elecciones generales del 8 de noviembre de 2016. Fue elegido senador por acumulación, ocupando la tercera posición en votos a nivel isla. Durante su incumbencia como senador y portavoz del PIP, radicó decenas de medidas legislativas en favor de los sectores más vulnerables, de la autodeterminación, de la independencia, para atender la crisis fiscal, política y social, en contra de la Junta de Control Fiscal, entre otras.

### Patria Nueva y candidato a la gobernación
Dalmau repitió como candidato a la gobernación en las elecciones del 2020. Bajo el lema “Patria Nueva” aglutinó miles de votantes de todas las ideologías políticas aumentando de un 2% de votos en las pasadas elecciones a un 14%. Dalmau se convirtió en el primer candidato del país en lograr tal crecimiento de votos.
Actualmente, se desempeña como Secretario General del PIP y profesor de la Escuela de Derecho de la Universidad Interamericana. 
En una conferencia de prensa celebrada frente a la sede de la Comisión Estatal de Elecciones en noviembre de 2023, el coordinador general del Movimiento Victoria Ciudadana Manuel Natal Albelo y Dalmau anunciaron el alcance de un acuerdo político entre ambas colectividades al cual denominaron Alianza de País. En la asamblea general del PIP celebrada el 10 de diciembre de 2023, Dalmau fue ratificado como candidato a la gobernación por tercera vez, esta vez recibiendo el apoyo también del Movimiento Victoria Ciudadana.
Juan Dalmau presenta en su programa 2024, un programa de bienestar animal, es el primer candidato, en Puerto Rico, en tener el bienestar animal en su programa.
En julio de 2024, Juan Dalmau propone la creación de un proyecto de Asamblea Estatutaria para la descolonización de Puerto Rico con la elección de Delegados encargados de presentar estos proyectos al Congreso de los Estados Unidos de América.
En octubre de 2024, expertos de la Universidad de Salud de Harvard confirman que el plan de salud universal de Juan Dalmau, es el único en Puerto Rico, basado en investigaciones y consultas con expertos.
Juan Dalmau quiere luchar contra las ventajas fiscales para los ricos que llegan a Puerto Rico.
En noviembre de 2024, Juan Dalmau pidió a los delegados en el Congreso estadounidense un proceso de descolonización, tanto en nombre del Partido Independentista Puertorriqueño (PIP) como de la Alianza Nacional. con el Movimiento por la Victoria Ciudadana (MVC).
En abril de 2025, Juan Dalmau organizó una conferencia en la Universidad de Harvard y una reunión académica en la Universidad de Chicago para la diáspora puertorriqueña en Estados Unidos.

## Vida personal
Dalmau contrajo matrimonio con su esposa, Grisselle Morales, en el año 2000. Comparte dos hijos con Morales: Gabriel y Sofía. En el 2016 Gabriel fue diagnosticado con leucemia linfoblástica y tuvo que ser sometido a dos años de quimioterapia que, según Dalmau, completó "exitosamente". En 2024, Griselle fue hospitalizada tras una hemorragia cerebral aguda.

## Historial electoral
| Año  | Cargo                   | Tipo      | Partido | Partido | Votos   | %     | Posición | Resultado |
| ---- | ----------------------- | --------- | ------- | ------- | ------- | ----- | -------- | --------- |
| 2012 | Gobernador              | Generales |         | PIP     | 47,331  | 2.52  | 3.º      | Derrotado |
| 2016 | Senador por acumulación | Generales |         | PIP     | 130,583 | 8.90  | 3.º      | Electo    |
| 2020 | Gobernador              | Generales |         | PIP     | 174,402 | 13.58 | 4.º      | Derrotado |
| 2024 | Gobernador              | Generales |         | PIP     | 364,145 | 32.78 | 2.°      | Derrotado |